# Foukačka
Foukačka je jednoduchá zbraň. Jedná se o tenkou a dlouhou trubici, která slouží k vystřelování lehkých šipek nebo šípů. Střelec fouká na jednom konci do duté trubice a druhým koncem vyletí šipka.
Pro zvýšení efektivnosti jsou šipky často napuštěny jedem. Nejznámější šípový jed v Jižní Americe je kurare, často se používá také batrachotoxin, získaný z žab pralesniček. V jihovýchodní Asii se používá rostlinný jed upas.
Foukačku používali pravěcí lovci velmi často, dnes ji můžeme vidět zejména mezi jihoamerickými indiány deštných pralesů, v jihovýchodní Asii a na Borneu. Znají ji také indiáni z jihovýchodu Severní Ameriky, zvláště Čerokíové a Čoktové. Ve středověku byla rozšířena i v Evropě, kde byla používána ke střílení drobných ptáků, později spíše jako dětská hračka (o čemž svědčí i Komenského Orbis pictus). Ve staré češtině byla nazvána polzor nebo plozor, což je zkomolenina z německého Blasrohr.
Její výhoda spočívá v nehlučnosti, značné přesnosti a relativně jednoduché výrobě, nevýhodou je krátký dostřel a poměrně malá průraznost, nehledě k tomu, že otrávené šipky mohou ohrozit i svého majitele. Nejlépe se hodí k lovu živočichů s poměrně tenkou kůží (ptáci, opice, šelmy), nehodí se k lovu kopytníků. Foukačka byla téměř výlučně loveckou zbraní, pouze na Borneu a v Jižní Americe byla ojediněle používána i k válečným účelům.
Přírodovědci používají moderní foukačky při odchytu zvěře ve volné přírodě. Touto střelnou zbraní mohou uspávat a odchytávat zvěř zcela bezhlučně.
Na podobném pneumatickém principu pracují modernější zbraně vzduchovka a plynová pistole.